# Pistoler

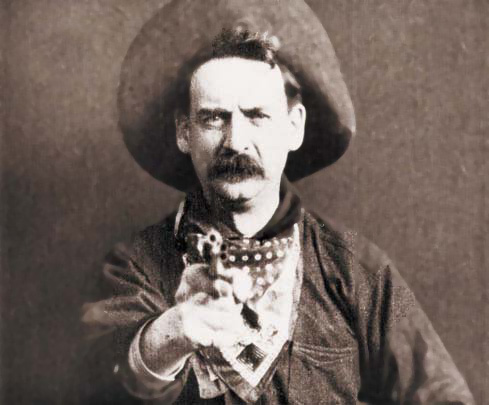
Un pistoler al film The Great Train Robbery del 1903

El pistoler(traducció de l'anglès gunslinger o gunman), en l'argot del Far West, és un individu particularment hàbil en l'ús de la pistola, sovint un malfactor que opera en solitari o forma part d'una organització criminal.

## Origen del terme anglès
L'etimologista Barry Popik ha fet remuntar l'ús del terme "gun slinger" al western Drag Harlan (1920). La paraula va ser aviat adoptada per altres escriptors occidentals, com ara Zane Grey, i va esdevenir d'ús comú. En la seva introducció a L'últim pistoler (1976), l'autor Glendon Swarthout diu que "gunslinger" i "gunfighter" són termes moderns, i que els termes més autèntic per al període haurien d'haver estat "gunman", "pistoleer", "shootist," o "bad man" (de vegades escrit "badman"). Swarthout sembla haver estat correcte sobre "gunslinger", però el terme "gunfighter" ja existia en alguns diaris pels volts de la dècada del 1870, i com a tal el terme existia al segle xix.Bat Masterson utilitzava el terme "gunfighter" en els articles de diari que escrivia sobre els defensors de la llei i els malfactors que havia conegut. No obstant això, Joseph Rosa esmentava que, per bé que Masterson utilitzava el terme "gunfighter", "s'estimava més el terme mankiller quan es parla d'aquests individus. Clay Allison (1841–1887), un notori pistoler i ramader de Nou Mèxic i Texas, donà origen al terme "shootist".

## Accepcions i utilització del terme
El terme té sovint connotacions negatives més específiques; per exemple algunes que impliquen la idea que el pistoler és un sicari professional. En anglès modern, a la figura del pistoler se la coneix habitualment amb el terme gunslinger, la qual cosa, però, no implica necessàriament la idea de criminal (fins i tot els guardians de la llei com Pat Garrett i Wyatt Earp es defineixen com a gunslinger). Un tipus particular de pistoler "legaliztat" era el bounty killer, terme traduïble per caça-recompenses, que caçava (i sovint matava) les persones en crida i cerca per cobrar la recompensa.

## A la literatura
El pistoler era un dels estereotips de la cinematografia i de la narrativa del gènere western, l'antagonista per excel·lència del xèrif o de l'heroi de la història. El duel de l'heroi amb el pistoler és un dels topos més recurrents del gènere.
La característica més distintiva del pistoler en la ficció és el cinturó amb la pistolera de la pistola al costat de la cuixa. Aquest tipus de funda sí que es va utilitzar de fet a l'Oest, i tenia com a objectiu permetre una més ràpida extracció de l'arma.